# Pitiríase rósea
A Pitiríase rósea não tem causa definida. Pode ser causada por infecção viral, devido as suas características sazonais e a baixa incidência em comunidades fechadas, mas não há ainda um agente etiológico definido. Pode ser causada pelos vírus HV-6 e 7 (herpes vírus do tipo 6 e do tipo 7), mas não há comprovação científica. A maioria dos casos costuma ocorrer durante o outono e a primavera e sua cura ocorre espontaneamente em um período de 4 a 8 semanas, sendo rara durações superiores a 8 meses. A doença não é considerada contagiosa e a reincidência é incomum. Foi primeiramente descrita por Camille Melchior Gibert, em 1860.  

## Possíveis causas
Comumente pensava-se que a causa mais provável para a decorrência da pitiríase rósea estivesse isoladamente ligada aos vírus da Herpes de tipo 6 e 7, mas estudos recentes descartaram a hipótese, a menos que seja a ativação dos dois vírus ao mesmo tempo a possível causa de etiologia. Outra hipótese a ganhar força é que seja uma doença genética auto-imune, bem como a teoria da resposta isomórfica à picada de mosquitos e também o fator psicológico estresse, graças ao grande número de pessoas acometidas pela condição a serem diagnosticadas com pitiríase rósea.

## Características clínicas
A doença se inicia pelo "medalhão", lesão primária, isolada, com cerca de 2 a 5 cm de tamanho, precedendo em alguns dias o surgimento de uma erupção cutânea formada por manchas circulares ou ovais, avermelhadas (róseas) e com descamação em suas bordas (a descamação pode ser observada esticando-se a pele). Atinge principalmente o tronco e a raiz dos membros, sendo rara nas extremidades e na face. Em alguns casos infecções de vias aéreas superiores precede o aparecimento da doença. Ela é curada pelo próprio organismo após o período de aproximadamente 4 a 8 semanas podendo ir até às 12 semanas (dependendo do caso e da cicatrização de seu atual hospedeiro).
A intensidade e o número de lesões varia muito, e uma característica importante é a distribuição das lesões no tronco, que seguem a direção das costelas, adquirindo, com a coluna vertebral um aspecto que lembra um "pinheiro". Geralmente não há sintomas, mas em 25% dos casos poderá haver comichão moderada a severa, dependendo da sensibilidade do hospedeiro (paciente) e inicia-se com uma mancha maior numa determinadas zona,  passando a outras a zonas superiores do corpo (cerca de 2 semanas depois) excluindo a cabeça e as palmas das mãos e dos pés. Comumente é necessário a realização de exames para que um possível caso de sífilis secundária seja descartado

## Tratamento
A Pitiríase rósea cura-se espontaneamente, mas algumas terapias podem ser instituídas para abreviar a duração da doença, principalmente nos casos mais intensos ou acompanhados de coceira. O diagnóstico e escolha do tratamento devem ser determinados pelo médico dermatologista.
É recomendado, durante o período da doença, o uso de sabonetes infantis ou sabonete de Aroeira, roupas preferencialmente de algodão e produtos hidratantes que não agridam a pele. Os hidratantes devem ser aqueles recomendados pelo médico dermatologista. É também recomendado que os pacientes evitem banhos quentes e o uso excessivo de sabonete que pode agravar o quadro, bem como atividades que causem sudorese excessiva. 
A terapia com raios UV A e B, focada nas lesões, podem ajudar na regressão das manchas.